# Кулик, Евгений Сергеевич (художник)
Евге́ний Серге́евич Кули́к (бел. Яўген Сяргеевіч Кулік, 31 октября 1937, Минск — 12 января 2002, Минск) — белорусский художник и график. Автор герба Беларуси 1991—1995 годов, который представлял собой вариант средневекового символа Погоня.
Евгений Кулик родился в Минске. В 1957 году окончил Минское государственное художественное училище, в 1963 году — Белорусскую государственную академию искусств.
После окончания института работал дизайнером и иллюстратором книг, участвовал в многочисленных персональных выставках. В 1960-х стал лидером неформальной группы белорусскоязычных художников-диссидентов в Минске. В 1980 году создал самиздатовскую открытку, посвящённую 1000-летию белорусской государственности.
Кулик проиллюстрировал первую книгу Анатолия Титова о гербах белорусских городов (1983 г.). Работа Титова по восстановлению белорусской геральдической традиции не была встречена советскими властями с одобрением: ни один из 1000 экземпляров книги не дошёл до государственного распространения, и почти все экземпляры сгнили на складе.

Герб Белоруссии 1991 — 1995 годов дизайна Евгения Кулика

В конце 1980-х годов стал активным членом Белорусского народного фронта «Возрождение».
В 1991 году, после восстановления независимости Беларуси, Евгений Кулик был главным дизайнером нового герба Беларуси — Погони.
Евгений Кулик умер в 2002 году. Похоронен на Кальварийском кладбище в Минске.